# Алексиано, Панагиоти
Панагиотти (Панаиоти Павлович) Алексиано (греч. Παναγιώτης Αλεξιανός; ? — 1788, Очаков) — контр-адмирал русского флота.

## Биография
Этнический грек, точная дата рождения неизвестна.
Во время первой турецкой войны царствования Екатерины II был участником Архипелагской экспедиции. Был принят волонтёром в русский флот в Ливорно в феврале 1769 года. В течение года вербовал лоцманов из греков и балканских славян для эскадры адмирала Спиридова. В конце 1769 года закупал оружие для русского флота.
В апреле 1770 года на линейном корабле «Ростислав» под командой капитана I ранга Е. М. Лупандина присоединился к русскому флоту. Участвовал в Хиосском сражении. В Чесменском сражении 26 июня 1770 года взял в плен и вывел из бухты турецкую полугалеру, за что произведён в лейтенанты и в том же году назначен командиром 26-пушечного фрегата «Святой Павел». Панагиотти Алексиано с самого начала участия в экспедиции пользовался доверием командования. Вскоре после Чесмы, с 27 августа по 29 сентября 1770 года, на его фрегате держал свой флаг Орлов, Алексей Григорьевич.
Отличаясь решительностью, отвагой и инициативой, Алексиано почти всю войну выполнял отдельные, самостоятельные задачи.
9 сентября 1771 года высаженный ночью у острова Кос с «Павла» десант овладел турецкой крепостью Кеффало. 28 февраля 1772 года у острова Родос «Святой Павел» захватил турецкий трекатр с двумя пушками и четырьмя фальконетами. 8 сентября 1772 года был удостоен ордена св. Георгия IV-й степени (№ 166 по списку Судравского и № 194 по списку Григоровича — Степанова).

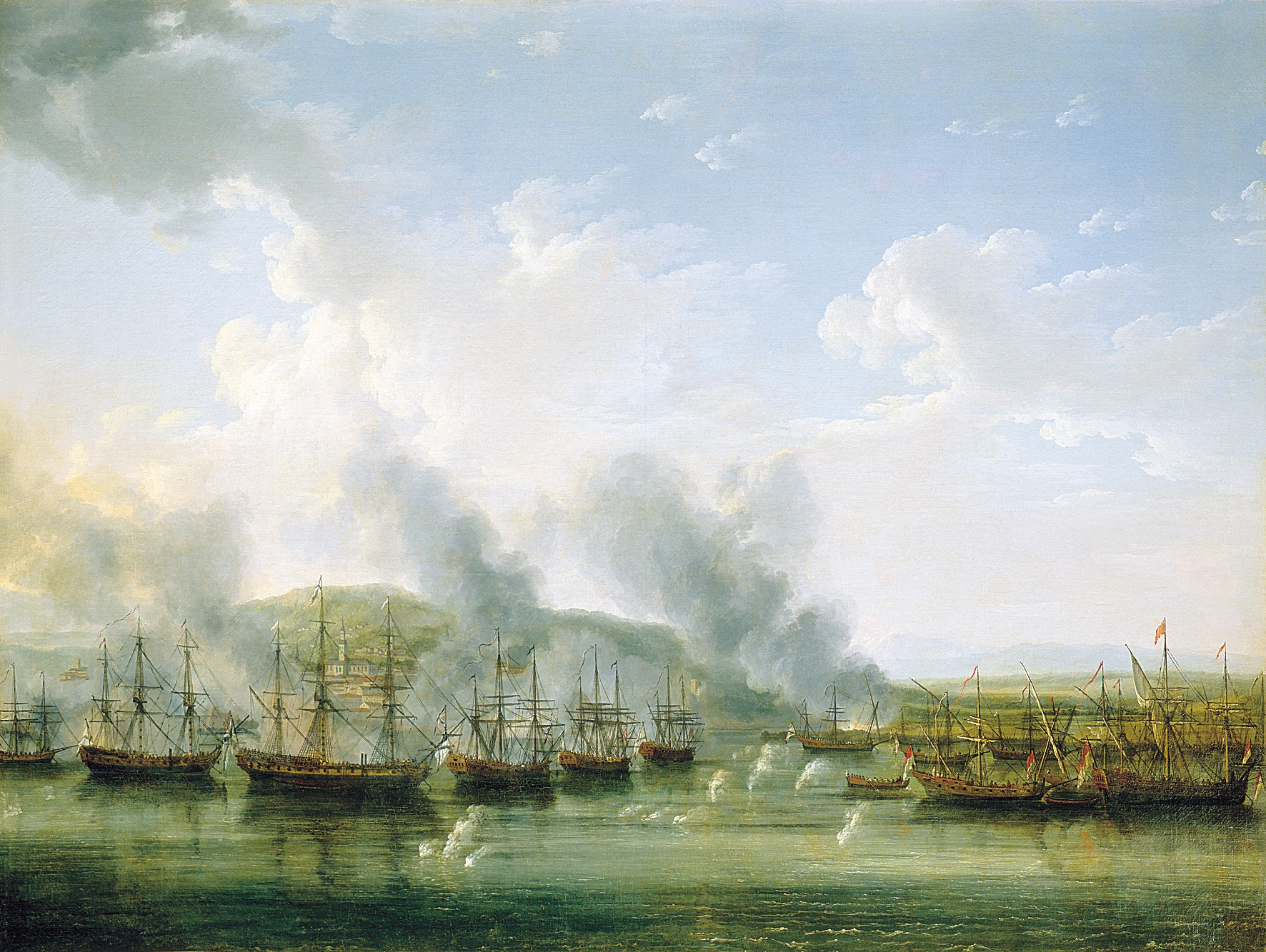
Я. Ф. Гаккерт «Сражение русского флота с турецким у крепости Дамиетта 21 октября 1772 г.»

В октябре граф Орлов направил Алексиано в сопровождении только одной фелюги в устье Нила: по донесениям разведки, к крепости Дамиетта (Думьят) прибыли два 20-пушечных турецких фрегата и несколько мелких судов. Несмотря на численное преимущество и выгодную позицию турок — их прикрывали береговые батареи — 21 октября, приблизившись на расстояние картечного выстрела к вражеским судам, «Святой Павел» поднял русский флаг и открыл пушечные порты. А затем, невзирая на производимый с трёх сторон огонь, пошёл он прямо в средину двух больших судов, где, бросив якорь, тотчас вступил в бой. Через два часа, уничтожив два вражеских корабля и взяв несколько мелких судов на абордаж, русский фрегат вышел из-под обстрела и встал на рейде. На следующий день Алексиано близко подпустил к себе пришедший из Александрии линейный корабль и после недолгого боя с победой покинул Дамиетту.
Граф Алексей Орлов донёс Екатерине Второй о сражении следующее:

Получа такие известия помянутый лейтенант Алекс[и]ано* пошёл того же дня с одною фелукою прямо к Дамиате, куда прибыв 21 числа [октября]**, по утру, нашёл неприятеля в таком точно состоянии, как об нем сказано было, но как скоро начал он подходить ближе и поднял на фрегате и фелуке российский флаг, то неприятель, будучи сим потревожен, произвёл из судов и крепостных стен пушечную пальбу, однако и тем не мог защитить одного небольшого своего судна, которым вооружённая фелука легко овладела, а лейтенант Алексиано, пользуясь сим смятением решился атаковать неприятеля в порте; почему не взирая на производимый с трёх сторон огонь, пошёл он прямо в средину двух больших судов, где бросив якорь, тотчас вступил в бой, который сперва продолжался с великою с обеих сторон жестокостью и отчаянием через 2 часа, а потом, увидя неприятель не малое число убитых и раненых из своего экипажа, а притом разбитие судов и появившуюся течь, начал бросаться в море для спасения жизни и на шлюпках, барказах и вплавь пробираться к берегам, чему и из других судов последовали экипажи, и сим решилось наконец сражение. Лейтенант Алексиано, по потоплении двух разбитых судов и по взятии фелукою несколько других мелких, удалился от крепостных пушечных выстрелов, стал на якорь на рейде и простоял тамо до другого утра в ожидании прибытия Селима-Бея и других судов из Александрийского порта. 22 числа пред полуднем, увидя в море под турецким флагом идущее прямо к Дамиатскому порту судно, и считая что на оном помянутый бей находился, изготовился к новому сражению и как скоро оное подошло ближе к фрегату, то Алексиано, подняв российский флаг, сделал несколько по нем выстрелов, а сия нечаянность бывшего на судне неприятеля столь сильно устрашила, что он без всякого сопротивления опусти флаг отдался военнопленным и перевезён фелукою на фрегат и другие взятые в порте суда; в числе пленных был помянутый Селим-Бей с тремя главнейшими агами, разными другими офицерами и служителями, коих всех осталось 120 человек турков, на судне же найдено: Магометов штандарт, 7 знамён, 4 серебряные перья, значащие отличное турецких офицеров достоинство и заслуги, за которые жалует султан сими знаками, булав 4, топорков 3, щитов 3, большие литавры, 2 флага и 8 пушек со множеством разного оружия.
О разбитии и сожжении турецких судов при стенах крепости Дамиата и о взятии Селима-Боя в полон дошедшее до Александрии известие произвело тамо великое смятение, так что городской комендант, опасаясь приближения туда российской эскадры, тотчас приказал разрушить суда и снять все войска для защищения крепости и порта, а сие уже и доставило лейтенанту Алексиано безопасность к свободным при египетских берегах разъездам и к пресечению неприятельской торговли удержанием разных за счёт турков провозимых товаров и учинённом диверсии и тревоги во всём Египте и Сирии, куда он соединяясь с полякою офицера Паламиды и удалился средних чисел ноября для продолжения и при сирийских берегах над неприятелем поисков.
— Тарле Е. В. «Российский флот в Средиземноморье» Директ-Медиа. Москва-Берлин. 2015. (Стр. 161−164)
Примечания.* В источнике «Алекснано», исправлено по смыслу.** Уточнение «октября» добавлено Тарле Е. В.
В награду Алексиано получил весь захваченный им груз, за исключением трофеев, ранее отправленных в Санкт-Петербург.
Значение Дамиеттской победы Алексиано и Патрасской победы эскадры Коняева было огромно. После этого нового разгрома турки уже ни разу вплоть до конца войны не осмелились потревожить русский флот в Архипелаге прямым, сколько-нибудь значительным нападением.
В том же, 1772 году, Алексиано взял под крепостью Родос турецкие трекатр, полакру и фелюгу, а при подходе к Яффе, в море, — две вооружённых турецких полакры со всей командой. Во время постоянных крейсерств в Архипелаге, у анатолийских и румелийских берегов, им было захвачено в приз много турецких и французских судов, разбойничьих и с провиантом для Турции.
В 1773 году Алексиано в отряде капитана II ранга Кожухова участвовал в блокаде и взятии Бейрута.
26 июля 1774 года «Святой Павел» с двумя полугалерами, находясь в крейсерстве вблизи Дарданелл, обнаружил в Саросском заливе на острове Саро-Адаси турецкую крепость. Был высажен десант из 160 человек под командой Алексиано. Он атаковал крепость, имея только две пушки, и вынудил её к сдаче. Было взято 16 орудий, много боеприпасов и оружия.
В 1776 году Алексиано последовательно командовал в Балтийском море кораблями «Святой Александр Невский», «Исидор» и «Константин». 26 ноября 1777 года в чине капитан-лейтенанта награждён орденом св. Георгия III-й степени (№ 55 по кавалерским спискам). В 1783 году, с производством в капитаны I ранга, Алексиано был переведён в Черноморский флот.
Франсиско Миранда, бывший в Крыму в свите Г. А. Потёмкина в январе 1787 года во время подготовки к Таврическому вояжу Екатерины II, писал: "Оглядев все, мы перешли в другую, малую часть порта, где стоят линейные корабли, а оттуда отплыли на борту 50-пушечного фрегата (типа «Южной Каролины») под командованием нашего славного капитана Алексиано Паниото, который угостил нас великолепным завтраком. Наша компания, состоявшая лишь из принца Нассау, Киселёва, г-на Лазарева и меня, осмотрела корабль; несомненно, всё было в полном порядке, чисто, а навигационные приборы — голландские, также много английских. Моряки — самые крепкие и бравые на вид люди, каких мне приходилось когда-либо встречать. Они очень опрятны, и мне говорили, что как и солдаты, исключительно сообразительны; те и другие одинаково просто рекрутируются из крестьянской среды. После отменного завтрака отправились на квартиру к нашему капитану Алексиано, которая расположена на противоположной стороне бухты, со временем она принесёт ему изрядный доход".
В 1788 году — бригадир Алексиано, под командованием контр-адмирала Нассау-Зигена, находясь на борту флагмана — линейного корабля «Святой Владимир» — эскадры контр-адмирала Пола Джонса, участвовал в военных действиях в Днепровском лимане. Был назначен советником Пола Джонса, но отношения у них сразу не сложились. 17 и 18 июня Алексиано, повышенный до контр-адмирала (о чём ещё не было известно), по указанию Нассау-Зигена командовал правым флангом его гребной флотилии, а также как советник участвовал в командовании парусной эскадрой вместе с Полом Джонсом, чем содействовал поражению многочисленного турецкого флота под Очаковом.

Об этих событиях командующий сухопутными войсками галерной эскадры Николай Корсаков с борта корабля «Святой Владимир» писал Иосифу де Рибасу:

«Алексиано в обоих сражениях, не будучи командиром, всем командовал, по его совету во всём поступали; где он, там и Бог нам помогает, и вся наша надежда была на него»

8 июля того же года контр-адмирал Алексиано скончался на корабле «Св. Владимир». О всех своих чинах, званиях и наградах императрицы узнал 0только за день до смерти.
Его братья также служил в русском флоте: Алексиано, Антон Павлович был вице-адмиралом, Александр — капитаном 2 ранга. Его дочь Анна в 1789 году вышла замуж за контр-адмирала графа М. И. Войновича, командующего Черноморским флотом.